# الأرشيف الوطني الليبي

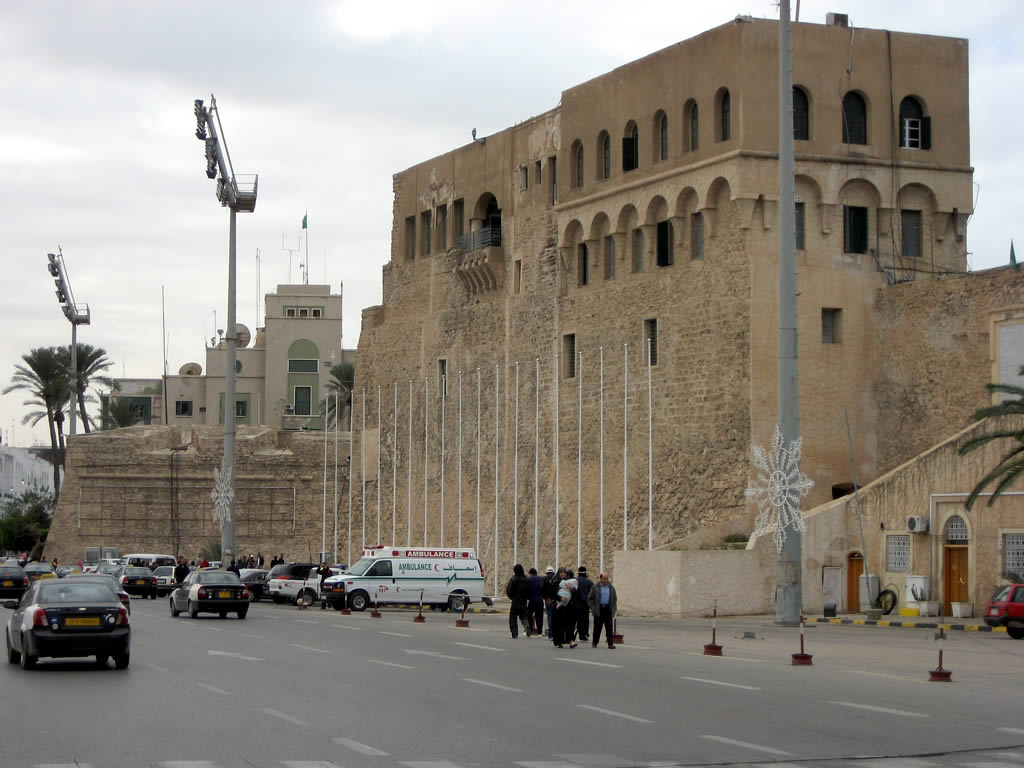
الارشيف الوطني الليبي داخل السرايا الحمراء، طرابلس

الأرشيف الوطني لدولة ليبيا (دار المحفوظات التاريخية) هو الأرشيف الوطني لدولة ليبيا، ويقع في السرايا الحمراء في طرابلس. أنشئ عام 1977 ويحتوى على أكثر من 27 مليون وثيقة للتاريخ الليبي، بالإضافة إلى عشرات الالاف من الصور الفوتوغرافية والمرسومة، والروايات والأفلام الوثائقية.